# أدولف بورن
أدولف بورن (بالإنجليزية: Adolf Born)‏ (و. 1930 – 2016 م) هو مخرج سينمائي، وكاتب، وكاتب سيناريو، ورسام من تشيكوسلوفاكيا، التشيك .
توفي في براغ .

## جوائز
حصل على جوائز منها:
- Zaslúžilý umelec (Česko-Slovensko)
- Medal of Merit.

## روابط خارجية
- أدولف بورن على موقع IMDb (الإنجليزية)
- أدولف بورن على موقع قاعدة بيانات الأفلام السويدية (السويدية)
- أدولف بورن على موقع ديسكوغز (الإنجليزية)
- أدولف بورن على موقع قاعدة بيانات الفيلم (الإنجليزية)
- أدولف بورن على موقع كينوبويسك (الروسية)